# Evoluzione degli uccelli

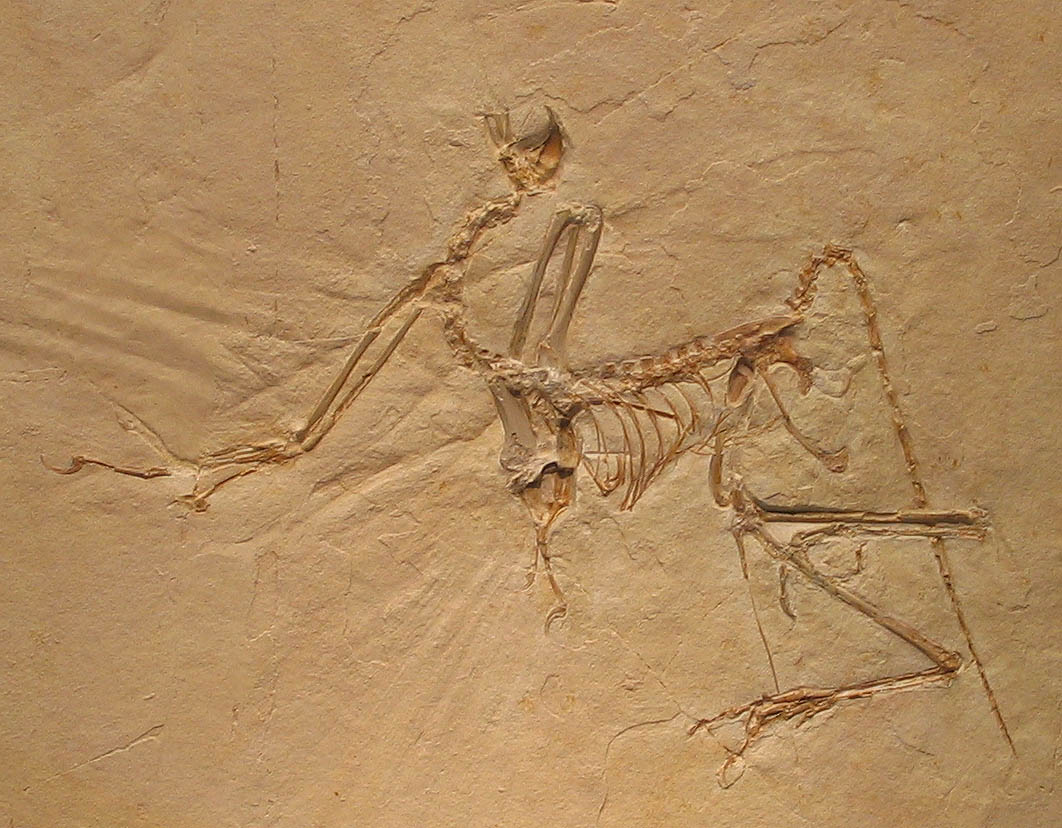
Archaeopteryx lithographica presso il Paläontologisches Museum München

L'evoluzione degli uccelli si pensa che sia iniziata nel periodo giurassico, con i primi uccelli derivati dai dinosauri teropodi. Gli uccelli sono classificati biologicamente Aves, anche se cladisticamente sono dinosauri teropodi derivati, condividendo con i coccodrilli l'appartenenza agli Arcosauri . La prima specie in assoluto conosciuta di Aves è lo Archaeopteryx lithographica, dal periodo tardo Giurassico, anche se lo Archaeopteryx non è universalmente considerato un uccello vero e proprio.
Il massimo del consenso scientifico si raggiunge attorno all'ipotesi, attualmente molto robustamente supportata, che gli uccelli siano teropodi evolutisi per il volo (anche se molti di loro hanno secondariamente perso questa capacità), in effetti molti teropodi derivati (in pratica almeno tutti i celurosauri, incluse le forme giganti, forse anche forme molto più basali e prossime all'origine dei dinosauri) avevano un rivestimento in protopiume, mentre numerosi recenti ritrovamenti spettacolari dimostrano che diversi cladi di dinosauri (tra cui dromaeosauridae, ritenuti però da alcuni discendenti degli uccelli e non dei dinosauri) avevano un rivestimento in piume. Anche molte altre caratteristiche proprie dell'anatomia aviana (respirazione, tipo di uova, pneumatizzazione delle ossa, forma del bacino e di alcune articolazioni, cova ecc. ecc.) sono condivise tra gli uccelli e numerosi gruppi di dinosauri, non solo teropodi.
Nel corso del mesozoico avvenne la prima massiccia radiazione evolutiva degli uccelli, tuttora poco conosciuta per la difficoltà di fossilizzazione degli scheletri aviani, soprattutto se di piccole dimensioni. Nel cretaceo comunque il mondo era dominato dagli enantiorniti (Enantiornithes) e da altri cladi differenti e non strettamente correlati con gli ornituri (Ornithurae), ovvero gli uccelli anatomicamente moderni, che comunque erano presenti e iniziarono a diversificarsi molto (almeno in base alle ricerche genetiche) nel cretaceo superiore. A livello di fossili gli enetiorniti sono molto più rappresentati (una quarantina di generi, tra forme nane e di grossa taglia, occupanti buona parte delle nicchie ecologiche normalmente associate agli uccelli attuali). Questo gruppo sovente manteneva sia la dentatura, sia forme di coda (che però scomparvero in maniera indipendente in vari cladi di enantiorniti), sia zampe anteriori artigliate e non completamente atrofizzate.
Verso la fine del cretaceo gli ornituri si divisero in paleognati  (ovvero il clade dei ratiti, forme non volatrici diffuse soprattutto nell'emisfero meridionale e dagli incerti rapporti evolutivi e i Tinamiformes, animali vagamente simili alle pernici e viventi solo in sud e centro america), e i neognati (comprendenti tutti gli altri uccelli), pochi fossili di neognati sono noti nel cretaceo terminale, soprattutto gondwanico (Antartide) e sembrano appartenere ad animali acquatici o semi-acquatici simili agli anseriformes attuali. 
Dopo l'evento di estinzione di massa cretaceo-paleocene gli uccelli moderni, unici appartenenti a dinosauria a non essersi estinti, si differenziarono notevolmente e si diffusero a livello capillare, divenendo uno dei cladi di maggior successo di sempre e il più numeroso come numero di specie tra i tetrapodi viventi.
Purtroppo la classificazione degli uccelli è un campo piuttosto complesso e spinoso poiché come pochi altri cladi viventi essi sono soggetti a continui processi di convergenza evolutiva, molto spinti visto l'ambiente estremo (il cielo) in cui gli animali volanti si trovano a vivere. Anche le relazioni evolutive sono quindi poco chiare e molto dibatutte in ambito tassonomico, con un notevole contributo dato dalle ricerche sul DNA e il genoma, mentre scarsi sono i resti fossili per la già accennata difficoltà di conservazione per animali di piccola taglia dallo scheletro pneumatizzato ed alleggerito.